# Distrikt Vila Real
Der Distrikt Vila Real, Distrito de Vila Real, ist ein Distrikt im Norden Portugals, der zu der traditionellen Provinz Trás-os-Montes e Alto Douro gehörte. Der Distrikt grenzt im Norden an Spanien, im Osten an den Distrikt Bragança, im Süden an den Distrikt Viseu und im Westen an die Distrikte Porto und Braga. Die Fläche beträgt 4328 km², Bevölkerung 223.731 (Stand 2001). Hauptstadt des Distrikts ist Vila Real. Kfz-Kennzeichen für Anhänger: VR.
Der Distrikt teilt sich in 14 Kreise (Municípios):
| Kreis                    | Anzahl Gemeinden | Einwohner (2021) | Fläche km² | Dichte Einw./km² | LAU- Code | Region       | Unterregion |
| ------------------------ | ---------------- | ---------------- | ---------- | ---------------- | --------- | ------------ | ----------- |
| Alijó                    | 14               | 10.486           | 297,60     | 35               | 1701      | Região Norte | Douro       |
| Boticas                  | 10               | 5.000            | 321,96     | 16               | 1702      | Região Norte | Alto Tâmega |
| Chaves                   | 39               | 37.590           | 591,24     | 64               | 1703      | Região Norte | Alto Tâmega |
| Mesão Frio               | 5                | 3.547            | 26,65      | 133              | 1704      | Região Norte | Douro       |
| Mondim de Basto          | 6                | 6.410            | 172,08     | 37               | 1705      | Região Norte | Ave         |
| Montalegre               | 25               | 9.261            | 805,45     | 11               | 1706      | Região Norte | Alto Tâmega |
| Murça                    | 7                | 5.245            | 189,37     | 28               | 1707      | Região Norte | Douro       |
| Peso da Régua            | 8                | 14.540           | 94,86      | 153              | 1708      | Região Norte | Douro       |
| Ribeira de Pena          | 5                | 5.884            | 217,47     | 27               | 1709      | Região Norte | Alto Tâmega |
| Sabrosa                  | 12               | 5.548            | 156,92     | 35               | 1710      | Região Norte | Douro       |
| Santa Marta de Penaguião | 7                | 6.100            | 69,28      | 88               | 1711      | Região Norte | Douro       |
| Valpaços                 | 25               | 14.701           | 548,74     | 27               | 1712      | Região Norte | Alto Tâmega |
| Vila Pouca de Aguiar     | 14               | 11.812           | 437,08     | 27               | 1713      | Região Norte | Alto Tâmega |
| Vila Real                | 20               | 49.571           | 378,81     | 131              | 1714      | Região Norte | Douro       |
| Distrikt Vila Real       | 197              | 185.695          | 4.307,51   | 43               | 17        | –            | –           |

Gemäß der aktuellen Hauptaufteilung des Landes sind die Kreise des Distrikts drei statistischen Unterregionen der Região Norte zugeordnet.
Koordinaten: 41° 18′ N, 7° 42′ W